# An Đồng (xã)
An Đồng là một xã thuộc huyện Quỳnh Phụ, tỉnh Thái Bình, Việt Nam.
Xã An Đồng có diện tích 6,22 km², dân số năm 1999 là 6755 người, mật độ dân số đạt 1086 người/km²..
1. 1 2 3  “Mã số đơn vị hành chính Việt Nam”. Bộ Thông tin & Truyền thông. Bản gốc lưu trữ ngày 24 tháng 3 năm 2013. Truy cập ngày 10 tháng 4 năm 2012.
2. ↑  Tổng cục Thống kê

## Vị Trí Địa Lý
Xã An Đồng phía đông giáp huyện Vĩnh Bảo, Hải Phòng, phía nam giáp là xã An Thái ,phía bắc giáp xã An Khê và huyện Ninh Giang, phía Tây giáp xã An Hiệp và xã Quỳnh Thọ huyện Quỳnh Phụ.